# Antenor Samaniego
Antenor Samaniego (Sicaya, 30 de agosto de 1919 - Lima, 5 de enero de 1983) fue un poeta, narrador, crítico literario y profesor peruano. Estuvo vinculado con el grupo literario de orientación aprista, llamado «Los Poetas del Pueblo». Su poesía se caracteriza por su orientación social y su apego a las formas clásicas de versificación.

## Biografía
Sus estudios escolares los cursó en el Colegio Santa Isabel de Huancayo, culminándolos en 1938). Luego se trasladó a Lima, donde cursó sus estudios superiores en la Universidad Nacional Mayor de San Marcos, graduándose de bachiller en Humanidades (1947) y de doctor en Educación (1959). 
En la década de 1940 estuvo vinculado con el grupo literario de orientación aprista, llamado «Los Poetas del Pueblo», que congregó a Alberto Hidalgo, Luis Carnero Checa, Guillermo Carnero Hoke, Gustavo Valcárcel, Mario Florián, Felipe Arias Larreta, Abraham Arias Larreta, Alberto Valencia, Manuel Scorza, Eduardo Jibaja, Mario Puga y Ricardo Tello.
Fue profesor de Lengua y Literatura del Colegio Militar Leoncio Prado (1950-1964) y entre sus alumnos se contó Mario Vargas Llosa. A partir de 1965 ejerció la docencia en la Gran Unidad Escolar Bartolomé Herrera. Simultáneamente fue profesor en el Instituto Femenino de Estudios Superiores de la Pontificia Universidad Católica del Perú (1962-1964); y en la Universidad Nacional Federico Villarreal, donde tuvo a su cargo las cátedras de Teoría Literaria (1962) y Literatura Universal (1963).

## Crítica
Su poesía tuvo constantemente un tono de protesta social, con acento humanista, emoción neo-romántica (con influjos modernistas) y compromiso con el futuro del pueblo.
A la vez, fue un ferviente defensor de los recursos tradicionales de la poesía, un decidido partidario de las lecciones del Siglo de Oro Español y el Modernismo, así como del cultivo de los géneros y las combinaciones estróficas de la tradición cultista. Por eso afirmaba, refiriéndose a las corrientes vanguardistas y sucedáneas: 

"Se rompe todo y se hace tabla rasa
del Arte y de las Letras. Esta es la hora
de una nueva barbarie que amenaza, 
sedienta de grandeza y de tesoro,
con apagar la luz del Siglo de Oro".

El crítico Luis Alberto Sánchez dice sobre el poeta: «Samaniego es un temperamento fuerte, se expresa con excesiva espontaneidad, utiliza una forma explicativa, lata, sin concreción que hoy –y ayer– se exigió al poeta… A cambio de su ingenua abundancia y su retórica diatriba contra el orden social vigente, se advierte en él a un hábil conocedor de la versificación.»

## Obras

### Poemarios
- América nuestra (1942)
- Rótulo de la esfinge (1943) y Bahía del dolor (1943), en colaboración con Sebastián Salazar Bondy.
- Sinfonía del alma (1944)
- Cántaro (1944)
- El país inefable (1948)
- Yaraví (1951)
- Oración y blasfemia (1955)
- La odisea de Angamos (1956)
- Rumor de la palabra desgarrada (1960)
- Canciones jubilares (1963)
- Imágenes florales (1963)
- El fuego lacerante (1970), en donde ensaya formas modernas y lanza un mensaje social, a menudo bien logrado, aunque demasiado oratorio.

### Narrativa
- Del barro nació la luz (1959), novela.
- Oligarcas de poncho y foete (1966), cuentos.
- Lobos y no corderos (1976), novela.

### Otras obras
- Un estudio crítico sobre César Vallejo y su poesía (1954), distinguido con el premio nacional otorgado a los ensayos literarios en 1955.
- Un drama en tres actos: La mercenaria (1955).
- Una antología temática: Poesía peruana contemporánea (1968), en torno al paisaje y el hombre.
- Varios ensayos y textos escolares sobre literatura peruana, hispanoamericana y universal.

## Magisterio
En el prólogo de su libro Literatura destinado para el 5º año de instrucción secundaria (1958), explicaba los fines de la enseñanza de la literatura castellana en las aulas peruanas:

Dos son los fines principales en la enseñanza y el aprendizaje de la Literatura Castellana: el informativo y el formativo.

El informativo consiste en la suministración sistemática al estudiante de conocimientos en torno a los autores peruanos e hispanoamericanos comprendidos dentro del Programa del Ministerio de Educación Pública.
El formativo —fin supremo que debe perseguirse— consiste en poner al alumno en contacto de la belleza literaria, en encauzar y disciplinar su expresión cotidiana, en despertar y desarrollar su aptitud de sentir LO BELLO y saber expresado, en incrementar su amor por el idioma y sus grandes cultores, en leer no solamente fragmentos escogidos, sino libros considerados clásicos, en depurar su gusto y sensibilidad, en practicar la escritura, clara, correcta y armoniosa, en fomentar la germinación de su personalidad a través del estilo y, finalmente, en robustecer en él el vínculo de solidaridad entre el Perú y los hispano parlantes.

El estudio de esta asignatura conlleva al alma juvenil un mundo ingente de maravillas del que nunca saldrá desengañado. Ciencia del espíritu al fin, y arte por encima de todo. Hay que propender —y esto es un goce desinteresado y puro— a que el estudiante no se complazca con ser un mediano lector, sino todo lo contrario. Téngase como premisa que los grandes hombres de la historia no fueron otra cosa que grandes e infatigables lectores. Leer es, ante todo, conocerse a sí mismo, conocer a la naturaleza y conocer a los hombres…